# Седельниково (Владимирская область)
Седе́льниково — деревня в составе муниципального образования Октябрьского сельского поселения в Вязниковском районе Владимирской области России. Этот населённый пункт состоит из одной улицы. Ранее деревня входила в состав Вязниковского района Ивановской области.

## География
Деревня  расположена около 10 километров от п. Никологоры.

## Население
| 1859 | 1905 | 1926 | 2002 | 2010 | 2021 |
| ---- | ---- | ---- | ---- | ---- | ---- |
| 150  | ↗210 | ↘183 | ↘26  | ↘13  | ↗15  |